# داوید رانخل (بازیکن فوتبال، زاده ۱۹۶۹)
داوید رانخل (اسپانیایی: David Rangel‎؛ زادهٔ ۱۲ نوامبر ۱۹۶۹) بازیکن سابق و مربی فوتبال اهل مکزیک است.
از باشگاه‌هایی که در آن بازی کرده‌است می‌توان به باشگاه فوتبال کروز آزول، باشگاه فوتبال آتلانتی، و باشگاه فوتبال دپورتیوو تولوکا اشاره کرد.
وی همچنین در تیم‌های ملی فوتبال زیر ۲۳ سال مکزیک و مکزیک بازی کرده‌است.